# Lépine Cloutier
Lépine Cloutier est une entreprise de produits et services funéraires dont le siège social est basé à Québec. Fondée en 1845 par Germain Lépine, la Maison Lépine est située sur rue Saint-Vallier pendant plus de 165 ans et a été gérée par cinq générations de la famille Lépine. Après l’ère des multinationales, un groupe privé, Athos services commémoratifs, a acquis Lépine Cloutier et l’entreprise funéraire de Montréal, Urgel Bourgie. À Québec, opérant sous le vocable de Lépine Cloutier/Athos, l’entreprise comprend, en 2014, deux cimetières-jardins, des complexes funéraires avec leur chapelle et des résidences funéraires.

## Histoire

### Création de la Maison Lépine
En 1840, Germain Lépine (1821-1899), apprenti-ébéniste et fils de Jean-Baptiste Legris dit Lépine et de Louise-Angélique Bergeron, fabrique des meubles de bois et des cercueils chez Vallière et Fils, manufacturier de meubles de l’époque. En 1830, une longue période de grandes épidémies fait rage dans la ville de Québec. Constatant le nombre de décès très élevés et une demande croissante de cercueils en ces temps difficiles, Germain Lépine décide dès 1845, soit un an après son mariage avec Suzanne Bourget, nièce de Mgr Bourget, évêque de Montréal, de se consacrer exclusivement à la fois à la confection de cercueils, d’accessoires mortuaires et à l’organisation de funérailles.
L’entreprise familiale est localisée au 49, rue Saint-Vallier, à l’époque aussi appelé Place des Élections ou encore Carré Craig, dans le faubourg Saint-Roch de Québec. Les clients étaient reçus au rez-de-chaussée de la résidence. Dans le salon, il y avait des trappes dans les murs qui pouvaient s’ouvrir afin de faire voir les modèles de cercueils. Ces trappes étaient ouvertes pour les clients puis refermées pour que la vie familiale se poursuive normalement.
Dès 1863, le fondateur est assisté et secondé par Germain, l’aîné de ses fils. Celui-ci épouse en 1870, en l’église Saint-Roch de Québec, la toute jeune Malvina Racicot. Le couple aura 16 enfants. Sous leur direction et avec l’aide de leurs sept fils (Germain-Adélard, Alphonse, Elzéar, Albert, Gustave, Henri-Jules et Léopold), l’entreprise prendra un essor considérable.
En 1898, la famille Lépine est la première à proposer des tombes rembourrées, à construire un corbillard d’apparat tiré par des chevaux et à ouvrir des résidences funéraires. C’est aussi la première famille à parfaire des embaumements, grâce à un de leurs fils, Germain-Adélard qui est diplômé en techniques d’embaumement du Champion College of Embalming, à Springfield, en Ohio.
La place d’affaires est demeurée au même endroit ; seul le numéro civique a changé. La Maison Lépine du 715, Saint-Vallier, en face du Carré Lépine a vu défiler cinq générations de Lépine, de Germain, père, jusqu’au tout dernier qui, lui aussi, s’appelait s’appelait Germain. Elzéar et Germain, les fils du premier, se sont joints à leur père dans la gestion de l’entreprise familiale. Les fils ont contribué à ouvrir deux nouvelles adresses dans  les quartiers Saint-Sauveur et Saint-Jean-Baptiste et ont permis à l’entreprise de rester au fait des plus récentes techniques et modes dans le domaine funéraire. Dans les années 1960, les frères mènent l’expansion de l’entreprise avec la construction d’un complexe funéraire sur le chemin des Quatre-Bourgeois. Le terme funérarium a été utilisé pour la première fois afin de désigner une résidence funéraire et devient par la suite une appellation générique.
La Maison Lépine a aussi été dirigée pendant 20 ans par Malvinat Racicot, veuve de Germain Lépine (fils), de 1917 à 1937. Sous son règne, l’entreprise est incorporée et un service ambulancier est créé. Puis, en 1929, le premier corbillard automobile de marque Lincoln est acheté.
De son côté, Guy Lépine a été un acteur des dernières années de l’entreprise puisqu’il y a travaillé, alors que son père Léopold présidait la Maison Lépine dans les années 1970. Entre autres[Combien ?][Lesquels ?], l’exhumation des restes de religieux de la communauté des Frères des écoles chrétiennes qui ont été déplacés de leur cimetière vers le Cimetière Belmont.

### Fusion Lépine et Cloutier
En parallèle avec la Maison Lépine, en 1856, Charles Cloutier fonde sa première maison funéraire dans le quartier Saint-Jean-Baptiste. Son petit-fils, Arthur Cloutier, met sur pied en 1928 le premier véritable laboratoire d’embaumement de la ville, à même sa maison funéraire fondée quelque temps plus tôt, Arthur Cloutier & Fils enr. Malgré le décès d’Arthur Cloutier en 1942, sa famille possède toujours des établissements dans la région de Québec et leur maison funéraire devient le compétiteur de la famille Lépine.

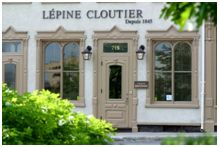
De 1845 à 2010, siège social de la Maison funéraire Lépine Cloutier, 715 rue Saint-Vallier, à Québec

C’est en 1975 que la fusion des deux maisons funéraires se fait entre Germain Lépine et Arthur Cloutier. Le complexe funéraire Lépine Cloutier continue d’avoir pignon sur rue Saint-Vallier. En plus de la chapelle de recueillement, le complexe comportait un laboratoire et deux fours crématoires. Ces derniers ont cessé d’être opérationnels à la suite d'un incendie de cheminées qui les a détruits au milieu des années 1990.[réf. souhaitée]

## L’échiquier de l’industrie funéraire
Après  la fusion des maisons funéraires Lépine et Cloutier en 1975, d’autres concurrents sont venus s’ajouter à l’échiquier de l’industrie funéraire. Dès 1981, un Comité de coordination a jeté les bases de ce qui est devenu plus tard, soit en mai 1987, la Fédération des coopératives funéraires du Québec, à Lévis. Puis celle-ci adhère, un mois plus tard, au Conseil de la coopération du Québec. Puis, c’est en 1988 que Lépine Cloutier, de Québec, et Urgel Bourgie, de Montréal, sont fusionnées.

### L’ère des multinationales et des groupes privés
Après avoir été acquises en 1996 par le Groupe américain Stewart Enterprises, de la Louisiane, l’entreprise Lépine Cloutier/Urgel Bourgie revient sous le giron canadien de 2002 à 2012, grâce à un groupe d’employés-cadres de la Maison Lépine Cloutier, entre autres, qui rachètent la compagnie. La gestion de celle-ci se fait sous le nom de Services commémoratifs Célébris (Celebris Memorial Services Investment Inc.). Dès 2010, le siège social de Lépine Cloutier déménage au 9255, boulevard de l’Ormière, à Québec et l’ancien siège social historique de la rue Saint-Vallier est conséquemment vendu.
Parallèlement, en 2010, un regroupement d’hommes d’affaires de Québec fonde Athos Services commémoratifs et se porte acquéreur du Complexe funéraire de La Cité et de la Maison Gomin qui ont pignon sur rue à Québec. En décembre 2012, l’entreprise acquiert les maisons funéraires Lépine Cloutier/Urgel Bourgie, respectivement de Québec et de Montréal. À Québec, l’entreprise fonctionne sous l’appellation Lépine Cloutier/Athos et est membre d’Athos Services commémoratifs. Les hommes d’affaires propriétaires ont obtenu l’appui de la Banque nationale du Canada-BN, de Roynat et du Fonds de solidarité de la FTQ pour acquérir cette entreprise québécoise,.

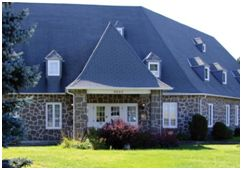
Siège social de Lépine Cloutier/Athos, en 2014, sise au 9255, boul. de l’Ormière, Québec

## Hommages
Deux lieux sont nommés en hommage à Germain Lépine dans la ville de Québec : Le Carré Lépine depuis 1928 et l'escalier Lépine, officiellement, depuis 1986 mais la population l'a surnommé bien auparavant. 